# Lodehat
Lodehat er et navn, der kendes fra tre danske bisper i middelalderen, Peder Jensen Lodehat, Jens Andersen Lodehat og Peder Nielsen Lodehat.
Slægten har navn efter sit våben, der kendes fra Peder Jensen Lodehats gravsten i Roskilde Domkirke. På stenen ses bispen afbildet i legemsstor figur, til højre for ham domkirkens våben og til venstre hans fædrene våben med et skægget mandshoved og en ejendommelig hat, som er kaldt lodehat eller jødehat. Farver og hjelmfigurer på våbenet kendes ikke. Slægten har dog næppe båret navnet Lodehat.
Slægten er af tvivlsom adel eller i det mindste lavadelig. Det var typisk for kongerne i senmiddelalderen at benytte folk uden for højadelen, når de skulle finde loyale folk til høje embeder.